# Synja (villaggio)
Synja (in lingua russa Cыня) è un villaggio situato in Russia, nella Repubblica dei Komi. Si trova vicino al fiume Bol'šaja Synja.